# Imma Be
Singles de Black Eyed Peas
Meet Me Halfway Rock That Body
Pistes de The END
Meet Me Halfway I Gotta Feeling
Imma Be (qui est une contraction populaire pour I am going to be et se traduit en français par « Je serai ou je vais être ») est le quatrième extrait de l'album The END du groupe américain Black Eyed Peas. Il était (tout comme Meet Me Halfway) un single promotionnel, finalement, il a été choisi comme quatrième single de l'album The END et comme dernier single de la décennie des Black Eyed Peas.

## Historique
Le Vibe Magazine a déclaré que Imma Be était une chanson semblable au succès international My Humps. Eric Henderson, quant à lui, a déclaré au Slant Magazine que cette chanson était une chanson métronomique pour faire danser.

## Clip vidéo
Le clip est réalisé par Rich Lee.